# Ion Ion (fotbalist)
Ion Ion (n. 21 iunie 1954, București, România) este un fost fotbalist român.
A înscris 18 goluri în 189 meciuri în toată cariera sa din Divizia A.
În cariera de antrenor, acesta a pregătit mai multe echipe din țările arabe, Oman, Bahrain, Emiratele Arabe Unite și Qatar.

## Palmares (ca jucător)
- De 2 ori Campion al României (1975-76, 1977-78)
- De 1 ori Cupa României (1975–76)